# Paulo Maurício

Paulo Maurício como Castro Alves, em Vendaval Maravilhoso de 1949.

Paulo Maurício, nome pelo qual ficou conhecido Jacyr de Carvalho (Rio de Janeiro, ), foi um ator brasileiro, mais conhecido por interpretar o poeta Castro Alves no cinema.

## Carreira
Era Jacir de Carvalho estudante de medicina quando foi descoberto por Maria Sampaio, que então o convidara para integrar sua companhia teatral, mas logo ele foi apresentado a Leitão de Barros que, imediatamente, deu-lhe o papel principal no filme que estava a realizar, levando-o assim a Portugal.
Ao lado da já consagrada portuguesa Amália Rodrigues no papel de Eugênia Câmara, Maurício fez sua estreia como ator no papel do poeta baiano Antônio Frederico de Castro Alves em Vendaval Maravilhoso, filme da recém instituída companhia "Produções Atlântico", de capital luso-brasileiro. Antes os diretores Leitão de Barros e Francisco Serrador haviam anunciado um concurso para escolha do ator que faria tal papel; após as fases iniciais, entretanto, nada foi divulgado aos candidatos que se apresentaram e o nome de Paulo Maurício, então desconhecido, foi anunciado como escolhido, gerando protestos na imprensa de que este não guardava qualquer semelhança com o poeta e que, dentre os preteridos, estava inclusive o primo em terceiro grau de Castro Alves, o ator baiano Fernando Alves (que teria sido inicialmente escolhido). Mesmo estreante, Maurício foi escolhido como o terceiro melhor ator do ano de 1949 pelos leitores da revista especializada A Scena Muda, ficando atrás apenas de Anselmo Duarte e Grande Otelo.
Integrou, na década de 1950, o elenco de atores da Rádio Tupi que encenavam as então chamadas "radionovelas", ao lado de nomes como Lourdes Mayer, Walter Forster, Paulo Porto, Nancy Wanderley, Telmo de Avelar, entre outros; ali interpretava ora papéis de vilão, ora de galã. Já no ano de 1950 estrelou a radionovela "Eu Matei!" Após ter estreado no rádio pela emissora Globo numa produção de Amaral Gurgel, em fevereiro 1951 assinou com a Tupi. Apesar disto, neste ano assinou a autoria da radionovela "Minha Vida Pela Tua", exibida na Rádio Globo. Ali estrelou em 1952, ao lado de Lourdes Mayer e Wilton Franco a radionovela "Um Amor e Três Romances".
Ainda em 1951 estrelou mais dois filmes: "Luzes nas Sombras", da Brasfilmes, onde interpretou um médico e com direção de Carlos Ortiz, e estava a protagonizar "Pecadora Imaculada", da Sacra Filmes do Brasil. Este último, com estreia em 1952, trouxe ainda no elenco Suzy Kirbi e Catalano, e Maurício fez o papel de "Mário" que em férias na casa do tio coronel se apaixona por Vera, uma jovem que havia se comprometido com o próprio coronel. Em 1953 estrelou na Tupi "No Crepúsculo da Vida, um Amor", além de atuar em outros programas da emissora como "Teatro das 4", "Maria Fumaça" e "Sequência G-3".
Com o início da televisão, trabalhou na mineira TV Itacolomi, que também reproduzia com atores locais as produções da TV Tupi.
Participou em 1959, junto a Ida Gomes, do programa "Atire a Primeira Pedra", de Raimundo Lopes.

## Filmografia
- Vendaval Maravilhoso (1949), como Castro Alves
- Luzes nas Sombras (1951)
- Pecadora Imaculada (1952)
- Dois Destinos (1953)
- Almas em Conflito (1955)